# Cyril Jeunechamp
Cyril Jeunechamp est un footballeur français né le 18 décembre 1975 à Nîmes.
Évoluant au poste de défenseur latéral ou milieu défensif, il commence sa carrière professionnelle au Nîmes Olympique en 1994. Après trois saisons dans son club formateur et une finale de coupe de France, il signe à l'AJ Auxerre tout fraichement champion de France. Après quatre saisons en Bourgogne, il décide de tenter l'aventure Corse avec le SC Bastia. L'aventure tournera court et il rejoint le Stade rennais à l'hiver 2002. Ne rentrant plus dans les plans de l'entraîneur, il est transféré en 2007 à l'OGC Nice où après une saison et demie de loyaux services, il fait les frais des mauvais résultats et se retrouve en équipe réserve. En 2009 afin de relancer sa carrière, il signe au Montpellier Hérault Sport Club, tout fraichement promu en Ligue 1. Le 21 décembre 2012, il est condamné à un an de suspension à la suite d'une agression sur un journaliste de l’Équipe. Il rejoint le FC Istres le 2 janvier 2014. Avec 16 cartons rouge en 16 ans de championnat de France, il est le deuxième joueur le plus sanctionné  en France après Cyril Rool (21 expulsions).
Cyril Jeunechamp ne possède qu'un seul titre majeur à son palmarès, il est champion de France en 2012 avec le Montpellier HSC. Il est également finaliste de la coupe de France en 1996 alors qu'il évoluait en National. En 2000, il est finaliste de la Coupe Intertoto puis en 2002 de nouveau finaliste de la coupe de France et enfin à nouveau finaliste de la Coupe de la Ligue 2011. Il remporte également une Coupe Intertoto en 1997.

## Biographie

### Carrière de joueur

#### Nîmes et l'épopée en coupe de France, puis d'Europe
Issu du centre de formation du Nîmes Olympique, il débute en équipe première en 1994 en Division 2. En fin de saison, le club est rétrogradé en National.
Il s'installe alors durablement en équipe première comme milieu défensif et participe en 1996 à l'épopée du club en coupe du France. À partir des 8e de finale, les crocos éliminent successivement 3 clubs de Division 1 : l'AS Saint-Étienne, le RC Strasbourg et le Montpellier HSC.
En finale, ils rencontrent le champion de France, l'AJ Auxerre. Les Bourguignons s'imposent 2-1 et réalisent ainsi le doublé. Une chance inouïe pour le Nîmes Olympique, qui se voit du coup qualifié pour la Coupe d'Europe des Vainqueurs de Coupe puisque, du fait de son titre national, l'AJ Auxerre est lui en lice en Ligue des champions.
En Coupe d'Europe des Vainqueurs de Coupe, la saison suivante, ils sont éliminés au second tour par l'AIK Solna, après avoir sorti le Budapest Honvéd.

#### La consécration à Auxerre
En 1997, il rejoint la Division 1 et l'AJ Auxerre, qui l'avait repéré lors de la finale de la coupe du France. Il remporte avec ce club la Coupe Intertoto 1997, en inscrivant un but lors de la finale, arrive en quart de finale de la Coupe UEFA 1997-1998 et finit septième du championnat.

#### La période rennaise
En décembre 2002, à 27 ans, il est recruté par le Stade rennais.
Après deux ruptures des ligaments croisés, il fait son retour le 19 mai 2007 et marque un but lors de la victoire du Stade rennais sur le FC Lorient (4-1).

#### Le renouveau à Nice puis à Montpellier
Le 12 décembre 2007, il signe un contrat d'un an et demi avec l'OGC Nice, retrouvant d'anciens coéquipiers bastiais comme Cyril Rool ou l'entraîneur Frédéric Antonetti.
Mais le 11 avril 2009, après un différend avec l'entraîneur, il est écarté du groupe professionnel de l'OGC Nice jusqu'à la fin de la saison.
En fin de contrat, en juin 2009, il signe en faveur du Montpellier Hérault Sport Club, tout juste promu en Ligue 1.
Avec le Montpellier Hérault Sport Club, Cyril Jeunechamp est champion de France 2012.
En novembre 2012, il encourt des sanctions pénales, contractuelles et sportives après avoir frappé au visage un journaliste de L'Équipe. Ce dernier avait écrit que le joueur incitait ses coéquipiers à réclamer le remplacement de l'entraîneur René Girard. Le 20 décembre, Cyril Jeunechamp est suspendu un an par la commission de discipline de la Ligue de football professionnel pour cet acte.
Le 26 février 2013, la commission d'appel de la FFF réduit sa peine d'un an à six mois ferme et six mois avec sursis, la suspension ayant débuté le 23 novembre 2012. En fin de contrat avec le MHSC, il rejoint les rangs amateurs du FC Vauvert, club du district Gard-Lozère.
Il quitte cependant le club gardois en janvier 2014 pour rejoindre le FC Istres, alors relégable en Ligue 2. Malgré son apport et celui de Jérôme Leroy, le club ne parvient pas à se maintenir.
En 2022, le magazine So Foot le classe dans le top 1000 des meilleurs joueurs du championnat de France, à la 666e place en compagnie de Cyril Rool.

### Reconversion
En avril 2016, il est nommé entraîneur et responsable du Castelnau Le Crès FC, club basé à Castelnau-le-Lez, en périphérie de Montpellier. Il y prend par la suite en charge les U19 Nationaux. Le 19 juin 2020, le Sporting Club de Bastia annonce son retour, y intégrant l'encadrement de l'Académie. À la suite de la mise à l'écart de Mathieu Chabert, il occupe par intérim le poste d'entraîneur de l'équipe première, évoluant alors en Ligue 2, en duo avec Frédéric Zago.
Lors de la saison 2022-2023, il suit au CNF Clairefontaine la formation au DESJEPS mention football.

## Statistiques et palmarès
Après avoir connu la descente pour sa première saison professionnelle, Cyril s'impose comme un titulaire dans la défense du Nîmes Olympique et va faire partie des grands artisans de la place en finale de son équipe en coupe de France 1996, puis du titre de vice-champion de National, l'année suivante.
Arrivé à l'AJ Auxerre, il s'impose rapidement et participe à la victoire de son club en Coupe Intertoto 1997, puis à la finale de cette même compétition en 2000. Souhaitant un nouveau défi pour sa carrière, il décide de partir en Corse où il est finaliste de la Coupe de France 2002. Commence alors une période plus difficile, où il alternera entre le poste de titulaire, comme lors de ses débuts au Stade rennais et celui de remplaçant lorsqu'il décide de quitter la Bretagne pour retrouver l'OGC Nice en janvier 2008.
Peu convaincant sur la Côte d'Azur, il relance véritablement sa carrière au Montpellier HSC en participant à la finale de la Coupe de la Ligue en 2011, où après deux saisons en tant que titulaire, il est poussé vers le banc par les jeunes recrues montpelliéraines. Malgré tout, il apporte son expérience au groupe pour décrocher le titre de champion de France avec le Montpellier HSC le 20 mai 2012.
| Saison                | Club                  | Championnat           | Championnat | Championnat | Coupe nationale | Coupe nationale | Coupe de la Ligue | Coupe de la Ligue | Compétition(s) continentale(s) | Compétition(s) continentale(s) | Compétition(s) continentale(s) | Total | Total |
| Saison                | Club                  | Division              | M.          | B.          | M.              | B.              | M.                | B.                | Comp.                          | M.                             | B.                             | M.    | B.    |
| 1994 - 1995           | Nîmes Olympique       | Division 2            | 15          | 2           | -               | -               | -                 | -                 | -                              | -                              | -                              | 15    | 2     |
| 1995 - 1996           | Nîmes Olympique       | National              | 24          | 4           | 2               | 0               | 1                 | 0                 | -                              | -                              | -                              | 27    | 4     |
| 1996 - 1997           | Nîmes Olympique       | National              | 26          | 5           | -               | -               | 3                 | 0                 | C2                             | 4                              | 1                              | 33    | 6     |
| 1997 - 1998           | AJ Auxerre            | Division 1            | 28          | 2           | 2               | 0               | 4                 | 0                 | CI/C3                          | 5/7                            | 0/1                            | 46    | 3     |
| 1998 - 1999           | AJ Auxerre            | Division 1            | 25          | 2           | -               | -               | 1                 | 0                 | CI                             | 2                              | 0                              | 28    | 2     |
| 1999 - 2000           | AJ Auxerre            | Division 1            | 30          | 0           | 1               | 0               | 1                 | 0                 | -                              | -                              | -                              | 32    | 0     |
| 2000 - 2001           | AJ Auxerre            | Division 1            | 30          | 0           | 4               | 0               | 2                 | 0                 | CI                             | 8                              | 2                              | 44    | 2     |
| 2001 - 2002           | SC Bastia             | Division 1            | 29          | 1           | 5               | 0               | 3                 | 0                 | CI                             | 2                              | 0                              | 39    | 1     |
| 2002 - Jan. 2003      | SC Bastia             | Ligue 1               | 16          | 0           | -               | -               | 1                 | 0                 | -                              | -                              | -                              | 17    | 0     |
| Jan. 2003 - 2003      | Stade rennais         | Ligue 1               | 14          | 1           | 3               | 0               | -                 | -                 | -                              | -                              | -                              | 17    | 1     |
| 2003 - 2004           | Stade rennais         | Ligue 1               | 31          | 1           | 3               | 0               | -                 | -                 | -                              | -                              | -                              | 34    | 1     |
| 2004 - 2005           | Stade rennais         | Ligue 1               | 35          | 0           | 3               | 0               | 1                 | 0                 | -                              | -                              | -                              | 39    | 0     |
| 2005 - 2006           | Stade rennais         | Ligue 1               | 13          | 0           | 1               | 0               | -                 | -                 | C3                             | 1                              | 0                              | 15    | 0     |
| 2006 - 2007           | Stade rennais         | Ligue 1               | 10          | 2           | -               | -               | 1                 | 0                 | -                              | -                              | -                              | 11    | 2     |
| 2007 - Nov. 2007      | Stade rennais         | Ligue 1               | 5           | 0           | -               | -               | 1                 | 0                 | C3                             | 4                              | 0                              | 10    | 0     |
| Nov. 2007 - 2008      | OGC Nice              | Ligue 1               | 22          | 0           | 2               | 0               | -                 | -                 | -                              | -                              | -                              | 24    | 0     |
| 2008 - 2009           | OGC Nice              | Ligue 1               | 19          | 0           | 2               | 0               | 2                 | 0                 | -                              | -                              | -                              | 23    | 0     |
| 2009 - 2010           | Montpellier HSC       | Ligue 1               | 28          | 0           | 1               | 0               | -                 | -                 | -                              | -                              | -                              | 29    | 0     |
| 2010 - 2011           | Montpellier HSC       | Ligue 1               | 31          | 0           | 1               | 0               | 3                 | 0                 | C3                             | 1                              | 0                              | 36    | 0     |
| 2011 - 2012           | Montpellier HSC       | Ligue 1               | 12          | 0           | 3               | 0               | 2                 | 0                 | -                              | -                              | -                              | 17    | 0     |
| 2012 - 2013           | Montpellier HSC       | Ligue 1               | 8           | 0           | -               | -               | 1                 | 0                 | -                              | -                              | -                              | 9     | 0     |
| Total sur la carrière | Total sur la carrière | Total sur la carrière | 445         | 20          | 33              | 0               | 26                | 0                 | -                              | 34                             | 4                              | 538   | 24    |